# 帕尔米拉 (洛斯桑托斯省)
帕尔米拉是巴拿马洛斯桑托斯省拉斯塔布斯区的一个城市，2010年是人口为93。 该市2000年时人口为89，1990年时人口为71。